# José León Sandoval

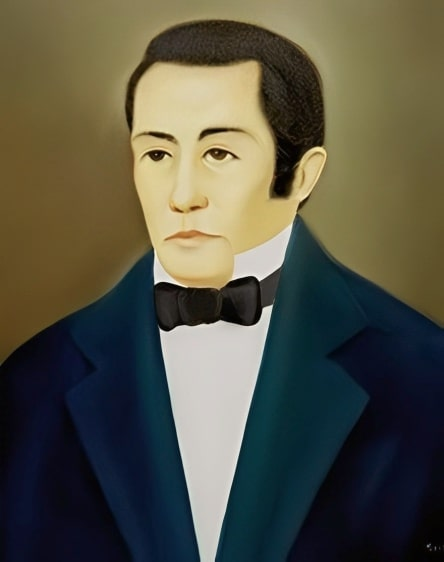
Jose Leon Sandoval

José León Sandoval (* 1789 in Granada (Nicaragua); † 1854 ebenda) war vom 4. April 1845 bis 12. März 1847 Supremo Director (Staatschef) von Nicaragua.

## Leben
Sandoval war Mitglied des Partido Republicano (Conservativo). 1845 war Sandoval Bürgermeister von Managua.
1844 wurde Leon im Guerra de Malespín von Truppen aus El Salvador unter dem konservativen Francisco Malespín und Granda angegriffen. Sandoval unterzeichnete einen von José Trinidad Muñoz Fernández diktierten Friedensvertrag mit den Regierungen von Honduras und El Salvador. Die Partido Republicano verbündete sich mit salvadorianischen und honduranischen Truppen und machten José León Sandoval zum Director Supremo. Im März 1845 traf sich das Parlament in Muy Noble y Leal Villa Fiel de San Fernando de Masaya, um einen Überblick darüber zu erhalten, wer José León Sandoval als Director de Estado wählen würde. Während seiner Amtszeit als Director Supremo verfügte Sandoval, dass sich die gesetzgebenden Kammern in Masaya versammeln und nicht in Leon. Am 24. Juli 1846 erhob Sandoval per Dekret Managua vom Dorf zur Stadt mit dem Namen Santiago de Managua. Managua hatte damals weniger 10.000 Einwohner, welche verstreut an der Küste des Managuasees bis zur Loma de Tiscapa siedelten. Aufgrund von Vorwürfen Sandoval hätte eine schlechte Verwaltung, wurde die Macht dem Senators José María Sanders, welcher später durch Hermenegildo Zepeda ersetzt wurde übertragen. Nach der Klärung der Vorwürfe gab ihm das Parlament Sandoval die Macht zurück.

## Veröffentlichungen
- Pueblos Granada, Imprenta de la Libertad, 31. Januar 1844
- Al Pueblo Managua, 22. September 1846